# Knoppvaxing
Knoppvaxing (Hygrocybe subpapillata) är en svampart som beskrevs av Kühner 1979. Knoppvaxing ingår i släktet Hygrocybe och familjen Hygrophoraceae.  Arten är reproducerande i Sverige. Inga underarter finns listade i Catalogue of Life.